# Maurice Compte
Pour les articles homonymes, voir Compte (homonymie).
Maurice Compte est un acteur américain d'origine cubaine connu pour ses rôles de Gaff dans Breaking Bad, de Santiago "Big Evil" Flores dans End of Watch et du colonel Carrillo dans Narcos. 
Compte est le fils de migrants cubains et est acteur depuis 1996. À la fin des années 1990 et au début des années 2000, il est apparu pour la première fois dans des séries telles que Chicago Hope et Pacific Blue. Il a ensuite obtenu des rôles mineurs dans des films comme Before Night Falls et Double Whammy. Le premier rôle récurrent de Compte est celui de Charlie Gutierrez dans la série E-Ring de 2005. D'autres apparitions comme dans Monk et NCIS : Los Angeles ont suivi. En 2011, il joue le membre du cartel Gaff dans la série télévisée à succès Breaking Bad. Un an plus tard, il joue dans End of Watch. D'autres rôles dans des séries comme Bones ont suivi, avant de jouer le rôle de Danny Ortiz en 2014 aux côtés de Liam Neeson dans le film Balade entre les tombes. En 2015, il a gagné en notoriété en interprétant le rôle d'Horacio Carrillo dans la série Narcos de Netflix,.

## Films (sélection)
- 1996 : The Substitute
- 1997 : Chicago Hope : La Vie à tout prix (série télévisée, épisode 3x19)
- 1997 : Pacific Blue (série télévisée, épisode 3x04)
- 1997–1999 : New York Police Blues (série télévisée, 2 épisodes, divers rôles)
- 1999 : Le Dreamcatcher
- 1999 : Eastside
- 2000 : Avant la nuit
- 2000 : Dancing at the Blue Iguana
- 2001 : Bad Luck!
- 2002 : Fidel (série télévisée)
- 2002 : Showtime
- 2003 : All the Real Girls
- 2003 : 24 heures chrono (série télé, 3 épisodes)
- 2003 : Les Experts : Miami (série télévisée, épisode 1x24)
- 2005 : Les Experts : Manhattan (Série télé, épisode 1x21)
- 2005 : Wanted (Série télé, épisode 1x07)
- 2005-2006 : E-Ring (série télévisée, 11 épisodes)
- 2007 : La guerre des poètes
- 2008 : Burn Notice (Série télé, Saison 2 épisode 5 Trevor)
- 2008 : Ils ne nous ont jamais vus venir
- 2009 : Sans trace (série télévisée, épisode 7x14)
- 2009 : Spoken word
- 2009 : Monk (série télé, épisode 8x12)
- 2010 : Navy CIS: LA (série télé, épisode 1x13)
- 2010 : Devine qui vient dîner...
- 2010 : Lie to Me (Série télé, épisode 2x18)
- 2010–2011 : Choke.Kick.Girl (Série télé, 8 épisodes)
- 2011 : Le Bleu de midi
- 2011 : Southland (série télévisée, 2 épisodes)
- 2011 : Breaking Bad (série télévisée, 4 épisodes)
- 2012 : End of Watch
- 2013 : Bones (Bones, série télé, épisodes 8x17)
- 2013 : Esprits criminels (série télévisée, épisodes 9x08)
- 2014 : Echo Park
- 2014 : Une promenade parmi les pierres tombales
- 2015-2016 : Narcos (série télévisée, 11 épisodes)
- 2015 : il y a un nouveau monde quelque part
- 2016 : Hawaii 5-0 (série télévisée, épisodes 6x11)
- 2016 : Une nuit en enfer, la série (série télévisée, 6 épisodes)
- 2016 : Les Mémoires d'un assassin international
- 2017 : Power (série télé, 12 épisodes)
- 2017 : Kevin Can Wait (série télé, 2 épisodes)
- 2017 : Il était une fois à Venise
- 2018 : Criminal Squad
- 2018 : Mayans M.C. (séries télévisées)
- 2018 : The Last Ship (série télévisée)
- 2019 : Once Upon a Time… in Hollywood
- 2022-2023 : New York, unité spéciale (saison 24, épisodes 2, 10, 11 et 12) : capitaine Mike Duarte